# Heliporto de Camí
O heliporto de Camí (em catalão:  Heliport de Camí) é um heliporto localizado em La Massana, Andorra.
Existem mais dois heliportos em Andorra, o de Andorra-a-Velha e o de Arinsal. Não há voos regulares de passageiros para o heliporto, mas é possível reservar voos por preços fixos.
Como Andorra não possui aeroportos, as ligações aéreas para Andorra são estabelecidas através do heliporto de Camí, e dos outros heliportos em Andorra, que ligam La Massana até aos aeroportos mais próximos, em La Seu d'Urgell, Espanha (12 km) e em Perpinhã, França (156 km).